# 埃爾姆伍德 (路易斯安那州)
埃爾姆伍德（英語：Elmwood）是位於美國路易斯安那州傑佛遜堂區的一個普查規定居民點。

## 人口
根據2020年美國人口普查的數據，埃爾姆伍德的面積為10.46平方千米，當中陸地面積為9.77平方千米，而水域面積為0.69平方千米。當地共有人口5649人，而人口密度為每平方千米540.06人。